# مات كرافن
مات كرافن (بالإنجليزية: Matt Craven )‏ (و. 1956  م) هو ممثل مسرحي، وممثل أفلام كندي، ولد في بورت كولبورن، أونتاريو.

## انظر ايضا
- مات
- كرافن
- ممثل
- كندا

## وصلات خارجية
- مات كرافن على موقع IMDb (الإنجليزية)
- مات كرافن على موقع ألو سيني (الفرنسية)
- مات كرافن على موقع أول موفي (الإنجليزية)
- مات كرافن على موقع قاعدة بيانات الأفلام السويدية (السويدية)
- مات كرافن على موقع إن إن دي بي (الإنجليزية)
- مات كرافن على موقع قاعدة بيانات الفيلم (الإنجليزية)
- مات كرافن على موقع كينوبويسك (الروسية)